# Caspar Bernhard Hardy
Pour les articles homonymes, voir Hardy.
Caspar (ou Kaspar) Bernhard Hardy (Cologne, 26 août 1726 - 17 mars 1819, Cologne), est un prêtre allemand, surtout connu comme sculpteur en cire mais qui fut peintre, émailleur, fondeur en bronze et fabricant d'instruments de physique.
Fils de pharmacien, Hardy devint ecclésiastique et exerça toute sa vie une activité artistique dans sa ville natale de Cologne.
Le musée Carnavalet possède treize de ses hauts-reliefs en cire colorée, présentés sous coffret vitré en bois doré, y compris deux qui représentent Benjamin Franklin et un autre, Madame du Deffand. L'un des admirateurs de Hardy fit fabriquer par l'ébéniste Theodor Commer (1773-1819), formé dans l'atelier d'Abraham Roentgen (de), un meuble pour exposer 48 de ses reliefs en cire et les protéger en refermant les volets latéraux. Goethe fit l'éloge des sculptures en cire de Hardy en 1815.
À un âge avancé - il était déjà vicaire de la chapelle Sainte-Marguerite (de) - Hardy était apprécié comme copiste de certains tableaux de Pieter van Laer et de Breughel. En tant que peintre sur émail, il copia le Sauveur du monde de Carlo Dolci. En tant que fondeur en bronze il créa un Sauveur qui appartient au trésor de la cathédrale de Cologne. Il créa enfin un planétarium actionné par un mouvement d'horloge.
Hardy fut soutenu et rendu célèbre par l'un de ses élèves, le jeune collectionneur d'art Ferdinand Franz Wallraf.
Il mourut après une longue maladie. Sa tombe, au cimetière Melaten, est considérée comme perdue.

## Œuvres

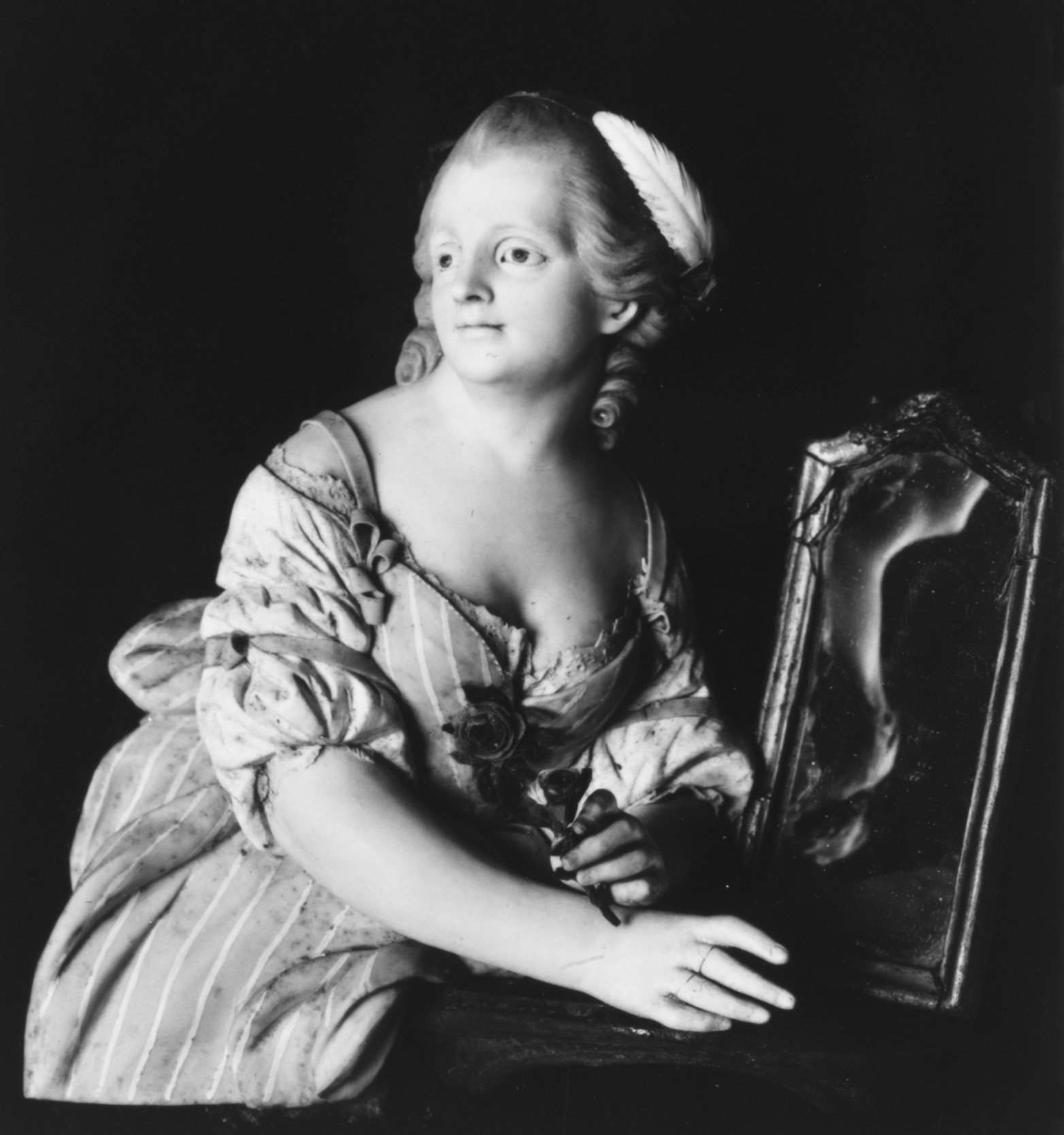
Femme au miroir. Miniature de cire de Caspar Bernhard Hardy conservée au Metropolitan Museum of Art de New York.

À Paris le musée Carnavalet conserve de lui :
- Judith tenant la tête d'Holopherne.
- La Dormeuse.
- Benjamin Franklin.
- Benjamin Franklin au monument.
- Le Pieux paysan.
- L'Avare.
- La Peinture.
- La sculpture.
- Les Mathématiques.

À New York, au Metropolitan Museum of Art :
- Femme au miroir.